# Pravo i pravda (Hrvatska)
Pravo i pravda (PiP) populistička je politička stranka u Hrvatskoj nastala ujedinjenjem stranaka Ključ Hrvatske (nekoć Živi zid), Promijenimo Hrvatsku i nezavisne liste Mislava Kolakušića. Stranka je registrirana od 7. ožujka 2024. godine i središte joj je u Zagrebu.
Mislav Kolakušić predsjednik je stranke, a predsjednici sastavnih stranaka, Ivan Vilibor Sinčić i Ivan Lovrinović, potpredsjednici su stranke.
Kao suverenistička stranka protivi se korupciji, globalizaciji, imigraciji i tzv. „rodnoj ideologiji”.[nedostaje izvor]
Iako dijeli ime s poljskom nacionalističkom strankom Pravo i pravda, Kolakušić i Sinčić niječu suradnju s njome u Europskom parlamentu.

## Parlamentarni izbori 2024.
Na parlamentarnim izborima 2024. u predizbornoj je koaliciji s Domovinskim pokretom.
Kolakušić je prethodno pozvao sve suverenističke stranke da nastupe na izborima u jednom bloku, no jedino se DP odazvao, i to nakon sličnog poziva i s njihove strane.